# جان گرین (نویسنده)
جان مایکل گرین (انگلیسی: John Michael Green؛ زادهٔ ۲۴ اوت ۱۹۷۷)نویسنده، ویدئو بلاگر و آموزگار اهل ایالات متحده آمریکا است. او برای رمان نخست خود با نام در جستجوی آلاسکا توانست برندهٔ جایزه بهترین داستان ردهٔ سنی نوجوانان(Printz award) در سال ۲۰۰۶ میلادی شود. چهارمین کتاب او خطای ستارگان بخت ما یکی از پرفروش‌ترین‌های نیویورک تایمز بوده و مورد توجه بسیاری قرار گرفت. در سال ۲۰۱۴ میلادی، جان گرین در فهرست صد نفری تاثیرگذارترین افراد جهان مجله تایم قرار گرفت. بخت پریشان فیلمی است که بر اساس رمان نوشته شدهٔ جان گرین در سال ۲۰۱۴ میلادی به نمایش درآمد. دیگر فیلمی که بر اساس نوشته‌های گرین ساخته شده‌است شهرهای کاغذی نام دارد.
جدای از رمان‌نویس بودن، جان گرین به فعالیت در یوتیوب نیز معروف است. در سال ۲۰۰۷ میلادی، او به همراه برادرش هنک گرین، کانال ولاگ‌برادرز را راه‌اندازی کرد. از آن زمان، جان و هنک رویدادهایی همانند Project for Awesome و ویدکان را برگزار می‌کنند. در سال ۲۰۱۲ میلادی، جان و هنک سای‌شو و کرش کورس را راه اندازی کردند. آن‌ها شرکت رسانه‌ای آموزشی خود را با نام Complexly راه‌اندازی کردند که تولیدکننده محتوایی است که تقریباً در هر دبیرستانی از آمریکا استفاده می‌شود و بیش از ۲ میلیارد بار دیده شده‌است.

## اوایل زندگی و حرفه

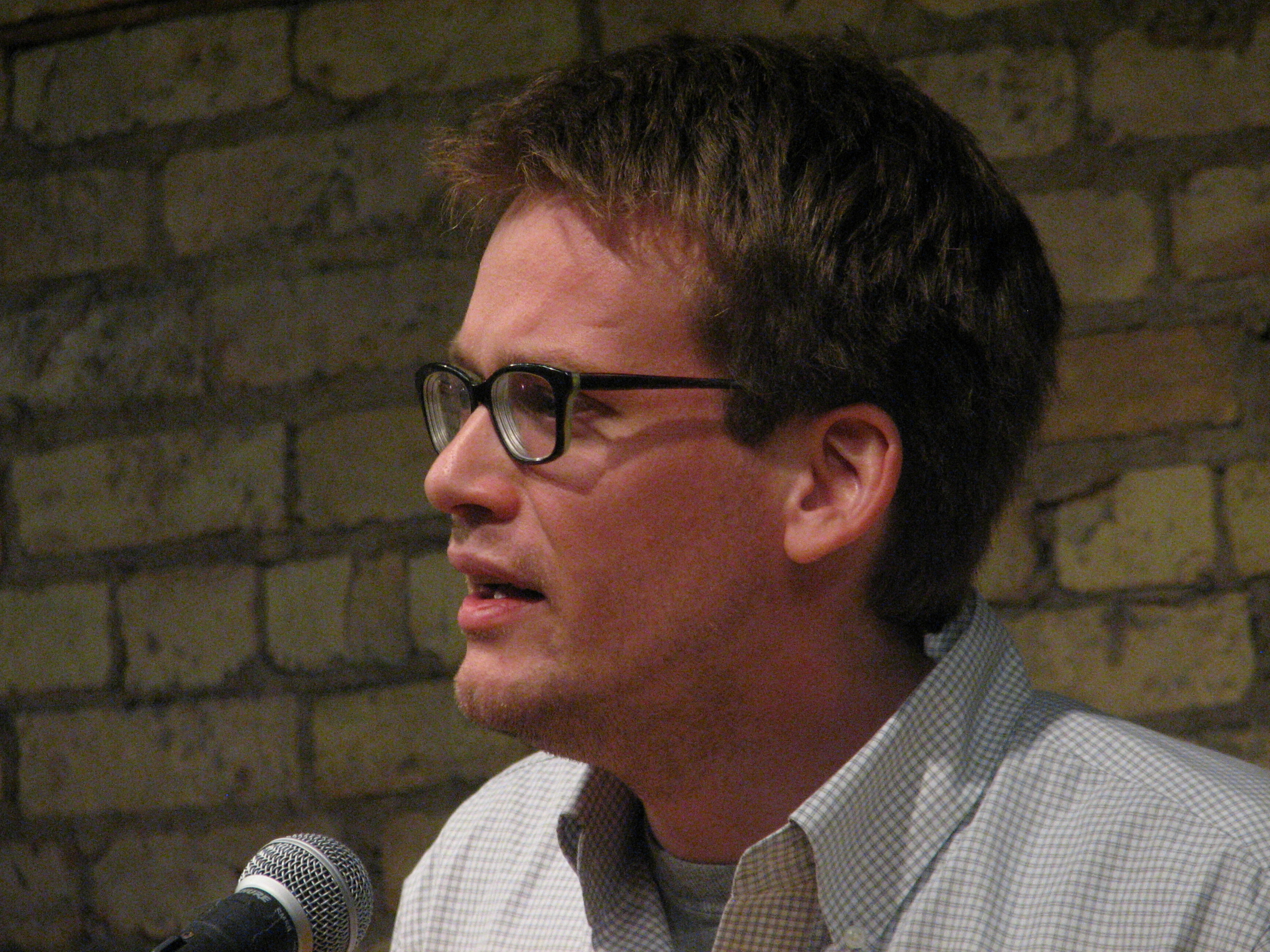
جان مایکل گرین در سال 2008

گرین ۲۴ اوت ۱۹۷۷ میلادی در ایندیاناپلیس ایالت ایندیانا به دنیا آمد. سه هفته پس از تولد او، خانواده‌اش به میشیگان و بعد به برمینگم ایالت آلاباما نقل مکان کرده و نهایتاً در اورلاندو ایالت فلوریدا ساکن شدند. او که در مدرسه ایندین اسپرینگز تحصیل کرده و در سال ۱۹۹۵ از آن‌جا فارغ‌التحصیل شده‌است؛ از ایندین اسپرینگز برای نوشتن اولین رمانش در جستجوی آلاسکا الهام گرفته‌است. گرین در سال ۲۰۰۰ میلادی و در دو رشتهٔ زبان انگلیسی و مطالعات دینی از دانشکده کنیون فارغ‌التحصیل شد. در کالج کنیون، وی با رنسام ریگز نویسنده آمریکایی، دوست نزدیک بود.
پس از فارغ‌التحصیلی به مدت ۵ ماه در یک بیمارستان مخصوص اطفال فعالیت کرد. گرین همزمان با فعالیت در بیمارستان، در دانشگاه الهیات شیکاگو نیز ثبت‌نام کرد، اگرچه هیچ‌وقت در کلاس‌ها شرکت نکرد. او در ابتدا قصد داشت کشیش شود اما تجربه او از کارکردن در بیمارستان و کودکانی که از بیماری‌هایی رنج می‌برند که زندگی‌شان را تهدید می‌کند و مشاهده رنج و درد آن‌ها باعث شد از آن تجارب تأثیر بگیرد تا به نویسندگی بپردازد که منتهی به نگارش خطای ستارگان بخت ما شد.
او سال‌ها در شیکاگو زندگی کرد، جایی که به عنوان دستیار و مشاور نشریه نقد کتاب بوکلیست فعالیت می‌کرد و در جستجوی آلاسکا را می‌نوشت. در همان زمان هزاران کتاب را مرور و نقد کرد، به ویژه داستان‌های ادبی و کتاب‌هایی دربارهٔ اسلام یا دوقلوهای به هم چسبیده. وی همچنین چند نقد کتاب برای نیویورک تایمز نوشت و مقالاتی نیز برای ان‌پی‌آر و ایستگاه رادیویی عمومی شیکاگو تولید کرد.

## زندگی شخصی
جان گرین به همراه همسرش، سارا یوریست گرین در ایندیاناپلیس ایالت ایندیانا زندگی می‌کنند. آن‌ها در ۲۱ مه سال ۲۰۰۶ میلادی با هم ازدواج کردند. گرین در انتخابات ریاست جمهوری آمریکا که در سال ۲۰۲۰ میلادی برگزار شد از جو بایدن حمایت کرده و از سیاست‌های دونالد ترامپ انتقاد کرد. جان گرین اظهار داشته که یک مسیحی اسقفی است اما در قسمت دهم پادکست خود به نام Dear Hank & John اشاره کرد که در یک کلیسای کاتولیک ازدواج کرده‌است. او یکی از حامیان و مدافعان پناهجویان است.
جان از طرفداران پرشور تیم فوتبال لیورپول در لیگ برتر فوتبال انگلستان است و به‌طور علنی دربارهٔ فوتبال انگلیس بحث کرده‌است.
گرین دارای اختلال وسواس فکری-عملی است و دربارهٔ مبارزاتی که با این بیماری ذهنی دارد به‌طور گسترده در یوتیوب صحبت کرده‌است.
در ۶ نوامبر ۲۰۱۸ میلادی، جان گرین در ویدئویی از Vlogbrothers اعلام کرد که یک سال از تمامی شبکه‌های اجتماعی جدا خواهد شد و اضافه کرد: توجه و تمرکز من به شدت به هم خورده و شکسته شده. من کشش مداوم برای استفاده از [شبکه‌های اجتماعی] را احساس می‌کنم.

## آثار

### کتاب‌ها
- در جستجوی آلاسکا (۲۰۰۵)
- وفور کاترین‌ها (۲۰۰۶)
- بگذار برف ببارد: سه عاشقانه تعطیلات - همراه با مورین جانسون و لورن مایراکل (۲۰۰۸)
- شهرهای کاغذی (۲۰۰۸)
- ویل گریسون، ویل گریسون - همراه با دیوید لویتان (۲۰۱۰)
- خطای ستارگان بخت ما (۲۰۱۲)
- زمین بر پشت لاک‌پشت‌ها (۲۰۱۷)
- آنتروپوسن بررسی شد (۲۰۲۰)